# Kieptin
Kieptin (ros. Кептин) – wieś (ros. село, trb. sieło) w Rosji w Jakucji. Jest oddalone o 180 km od centrum administracyjnego rejonu (Бердигестях).

## Populacja
Większość obywateli to Jakuci. W 2002 roku w Kieptinie żyło 685, zaś w 2010 roku  659.

## Infrastruktura
W miejscowości znajduje się 7 ulic. Najbliższa miejscowość jest oddalona o 9.77 km.